# متسالاوکا
متسالاوکا (به انگلیسی: Metsalauka) یک روستا در دهستان هیوما، شهرستان هوی در شمال غربی استونی است.